# Дым отечества
«Дым отечества» — советский художественный полнометражный цветной фильм, снятый Ярополком Лапшиным на Свердловской киностудии в 1980 году.

## Сюжет
Фильм посвящён годам молодости Михаила Васильевича Ломоносова. В картине чередой проходят воспоминания о родных Холмогорах, отчем доме, поморском народе, похоронах матери, связях с раскольниками, плавании с отцом по Двине на судне «Архангел Михаил»…

## В ролях
- Михаил Зимин — Михайло Ломоносов
- Андрей Николаев — Михайло Ломоносов в молодости
- Игорь Фадеев — Михайло Ломоносов в детстве
- Пётр Вельяминов — Василий Ломоносов
- Владимир Самойлов — Фёдор Важенин
- Игорь Ледогоров — старец Андрей
- Тамара Сёмина — Авдотья
- Дарья Михайлова — Авдотья в юности
- Настя Натфулина — Авдотья в детстве
- Татьяна Гончарова — мачеха
- Виктор Шульгин — Ермолаич
- Владимир Пицек — Некраско Орефьев
- Виталий Леонов — возница
- Вадим Никитин — граф Разумовский
- Валентина Ананьина — Матвеевна
- Анатолий Голик — приказчик
- Евгений Иловайский — Глаук
- Юрий Леонидов — священник
- Дмитрий Шилко — экзаменатор
- Валентина Дулова
- Вячеслав Кириличев

## Съёмочная группа
- Авторы сценария: Акимов, Владимир Владимирович, Володарский, Эдуард Яковлевич
- Режиссёр: Лапшин, Ярополк Леонидович
- Оператор: Виктор Осенников
- Художник: Истратов, Юрий Иванович
- Композитор: Левитин, Юрий Абрамович